# Cô dâu Việt tại Đài Loan
Cô dâu Việt tại Đài Loan đã gia tăng số lượng khi hôn nhân giữa đàn ông Đài Loan và cô dâu sinh ở nước ngoài trở nên phổ biến hơn. Tính đến năm 2006, trong số dân nhập cư lớn của Đài Loan có khoảng 428.240 người (tăng từ 30.288 năm 1991), 18% là phụ nữ đã chuyển đến nước này thông qua hôn nhân. Trong số những cô dâu sinh ra ở nước ngoài này, khoảng 85% có nguồn gốc từ các quốc gia Đông Nam Á của Việt Nam, Indonesia, Thái Lan và Philippines, với phần lớn đến từ Việt Nam. Ước tính từ năm 1995 đến 2003, số phụ nữ Việt Nam kết hôn với đàn ông Đài Loan đã tăng vọt từ 1.476 lên hơn 60.000 người, khiến người Việt Nam trở thành nhóm nhập cư không phải người Hoa lớn nhất sống ở đảo này.

## Quá trình kết hôn di cư
Di cư hôn nhân giữa Việt Nam và Đài Loan đã được thực hiện thành một quy trình thủ tục và hiệu quả. Đàn ông Đài Loan tìm vợ người Việt phải trả một khoản phí từ 7.000 đến 10.000 đô la cho một nhà môi giới. Tiếp theo là chuyến thăm Việt Nam nơi họ xem và được giới thiệu với một số cô dâu tiềm năng. Người đàn ông chọn một cô dâu từ những người phụ nữ mà anh ta gặp và nếu có thể được sắp xếp, họ kết hôn và cô dâu chuyển đến Đài Loan. Hầu hết các cuộc mai mối diễn ra thông qua các trung gian.
Thông thường có một đại lý địa phương mà người đàn ông Đài Loan tiếp cận ở Đài Loan. Đại lý phụ thường làm việc thông qua một tổ chức lớn hơn có một số đối tác hoạt động tại Việt Nam. Ở Việt Nam, một quy trình tương tự hoạt động với các đại lý và người mai mối địa phương. Đại lý du lịch, môi giới, nhà cung cấp du lịch, quan chức và thông dịch viên cũng thường tham gia vào quá trình này. TECO tại Thành phố Hồ Chí Minh đã báo cáo vào năm 1999 rằng họ đối phó với khoảng 250 cơ quan mai mối. Sự phổ biến của các cô dâu Việt Nam đã đạt được đỉnh cao tới mức mà đã có một chương trình truyền hình giờ vàng với chương trình phát sóng hình ảnh và thông tin về người vợ Việt Nam tương lai.

## Những lý do để trở thành cô dâu di cư
Hoàn cảnh người Việt đi Đài Loan làm dâu là phổ biến. Hầu hết các cô dâu đến từ vùng quê hẻo lánh của Việt Nam, với hơn một nửa số cô dâu di cư Việt Nam đến từ vùng nông thôn đồng bằng sông Cửu Long. Như cũng phổ biến trong di cư lao động, động lực chính trong hầu hết các cuộc hôn nhân di cư, từ quan điểm của phụ nữ, là kinh tế và an ninh. Phần lớn phụ nữ Việt Nam đến từ các gia đình phải gánh chịu các khoản nợ chưa trả, mùa vụ thất bát hoặc các thành viên gia đình bị thất nghiệp.
Môi giới hôn nhân hứa hẹn một cuộc sống thịnh vượng ở nước ngoài. Trong khi một người đàn ông Đài Loan có thể phải trả tới 10.000 USD để sắp xếp một cuộc hôn nhân di cư, gia đình của người phụ nữ chỉ có thể có được một phần, ít nhất là chỉ 100 USD trong số tiền đó, với người môi giới lấy phần còn lại. Tuy nhiên, hầu hết phụ nữ, khi đồng ý kết hôn, đều có ấn tượng rằng họ sẽ có thể tìm việc ở Đài Loan và gửi tiền về cho gia đình ở Việt Nam. Trong một cuộc khảo sát các hộ gia đình gốc ở Việt Nam, các nhà nghiên cứu đã hỏi cha mẹ của những người di cư kết hôn tại sao con gái họ chọn di cư đến Đài Loan. Ba câu trả lời hàng đầu được báo cáo là "giúp đỡ cho gia đình của họ" (61,6%), "có cuộc sống tốt hơn" (10,8%) và "làm cho cha mẹ hạnh phúc" (6,3%).

## Lý do chọn cô dâu di cư
Đàn ông Đài Loan kết hôn với phụ nữ từ Đông Nam Á thường thuộc tầng lớp dân số ít học và có hoàn cảnh khó khăn. Trong khi những người chồng Đài Loan có xu hướng giáo dục nhiều hơn các cô dâu Việt Nam, họ vẫn ở dưới mức giáo dục trung bình ở Đài Loan. Nhiều trường hợp người đàn ông có thể già hơn hơn cô dâu di cư của mình từ 20 đến 30 tuổi. Bảy mươi phần trăm cô dâu Việt Nam dưới 23 tuổi, trong khi hơn tám mươi phần trăm chú rể Đài Loan của họ ở độ tuổi trên 30. Tất cả các yếu tố này (thiếu giáo dục, bất lợi và tuổi cao) thường góp phần gây rắc rối trong việc tìm kiếm cô dâu tại chỗ và do đó làm tăng mong muốn có một cuộc hôn nhân di cư.
Đối với nhiều người đàn ông Đài Loan, hôn nhân di cư có vẻ như là một giải pháp dễ dàng cho những rắc rối trong gia đình họ, vì một người vợ có thể đóng vai trò sinh sản, một quản gia và một y tá cho cha mẹ anh ta. Trong một nghiên cứu, tỷ lệ phụ nữ báo cáo về "làm việc nhà" như là nghề nghiệp chính của họ đã tăng từ 16,7% khi ở Việt Nam lên tới 52,4% sau khi được chuyển đến Đài Loan. Có thể thấy trong động lực chính của người phụ nữ đối với hôn nhân (giúp đỡ gia đình), người Việt Nam có mối quan hệ gia đình mạnh mẽ và thực hành sự phụ thuộc cao vào cấu trúc gia trưởng. Đặc điểm này được đánh giá cao bởi một số người đàn ông Đài Loan, những người cảm thấy rằng phụ nữ Đài Loan đang bắt đầu thoát ra khỏi ràng buộc của một xã hội gia trưởng.

## Thích nghi với xã hội và văn hóa Đài Loan
Vì nguồn gốc nông thôn xa xôi, các cô dâu di cư Việt Nam thường thiếu kiến thức cơ bản về cuộc sống của họ sẽ như thế nào ở Đài Loan. Mặc dù tài nguyên và tiện nghi gia tăng, các cô dâu di cư thường gặp khó khăn trong việc giải quyết các vấn đề văn hóa và các vấn đề khác, một số trong đó bao gồm khoảng cách tuổi tác lớn với chồng, đòi hỏi luật pháp và khó khăn với rào cản ngôn ngữ. Mặc dù các lớp học tiếng Quan thoại có sẵn ở Đài Loan, nhiều người đàn ông không sẵn sàng trả phí cho việc giáo dục đó và những người khác dường như thích vợ của mình tiếp tục bị cô lập thông qua ngôn ngữ.

### Trong mảng công cộng và tư nhân
Trong xã hội Đài Loan, tất cả các cô dâu nhập cư thường bị kỳ thị vì xuất thân nghèo của họ, vị trí giới tính, và các tính chất mua bán trong hôn nhân của họ (Wang 2008). Trong các phương tiện truyền thông chính thống của quốc gia, họ thường được miêu tả là "nạn nhân thụ động" hoặc " kẻ đào mỏ", và người chồng của họ thường bị coi là thấp kém về mặt đạo đức và trí tuệ. Cô dâu di cư cũng được coi là không phù hợp để trở thành công dân Đài Loan hợp pháp. Năm 2006, cứ 100 ca sinh nở thì có 12 là sản phẩm của một cuộc hôn nhân di cư. Mặc dù trong những năm gần đây, các quan chức công ở Đài Loan đã ngày càng thúc đẩy khả năng sinh sản, năm 2004, Thứ trưởng Bộ Giáo dục Chou Tsan-Te đã bày tỏ mối quan tâm của mình về "chất lượng thấp" của người nhập cư và nhận xét rằng "cô dâu nước ngoài không nên có nhiều con".
Nó cũng có thể rất khó khăn cho người Việt Nam và các cô dâu di cư khác để thích nghi với chính gia đình của họ. Đàn ông Đài Loan có xu hướng xem các cô dâu của họ như một khoản đầu tư tài chính, và hy vọng sẽ được hoàn trả cho tổn thất tài chính của mình thông qua công việc sinh sản và nội trợ. Cô dâu di cư thường được mong đợi làm việc nhiều giờ trong gia đình, liên tục phục vụ bố mẹ chồng và chứng minh giá trị của họ bằng cách sinh con khỏe mạnh. Như trong hầu hết các xã hội gia trưởng, con trai luôn được ưa thích. Nếu cô dâu di cư không thể mang thai hoặc không sinh được người thừa kế nam, họ có nguy cơ bị chồng ly dị và thường phải đối mặt với hành vi ngược đãi không thể chịu đựng được từ cả chồng và bố mẹ anh ta.

### Kỳ thị HIV / AIDS
Các cô dâu nước ngoài cũng thường bị kỳ thị vì được coi là nguồn đóng góp cho sự hiện diện của HIV/AIDS đang gia tăng ở Đài Loan. Xã hội Đài Loan thường coi các cô dâu di cư là mối đe dọa đối với sức khỏe cộng đồng và là gánh nặng lớn đối với quốc gia, mặc dù thực tế là tỷ lệ lây nhiễm cao nhất trong số các cô dâu nước ngoài lên đến đỉnh điểm vào năm 1998 chỉ là 1,31% cô dâu đến Đài Loan có xét nghiệm dương tính với virus HIV/AIDS. Bất kỳ người nước ngoài nào xét nghiệm dương tính với virus HIV/AIDS ở Đài Loan sẽ phải rời khỏi đất nước này ngay lập tức.

### "Vỡ mộng Đài Loan"
Nhiều cô dâu trải nghiệm cái gọi là "Vỡ mộng Đài Loan", do vị trí thấp kém trong gia đình của họ và trong xã hội Đài Loan nói chung, họ cố gắng để ly hôn. Trong những năm 1999 đến 2000, có 170 trường hợp ly hôn liên quan đến một cá nhân di cư. Trong khi một số cô dâu ly hôn quay trở về Việt Nam, một số cô gái khác, nhận ra một số tiện nghi mà họ đã quen sẽ bị mất, thường ở lại và cố gắng tìm việc ở Đài Loan. Điều này thường là rất khó khăn do họ có trình độ học vấn và kỹ năng ngôn ngữ kém. Cũng khó đối phó trong trường hợp ly hôn là việc mất quyền nuôi con gần như chắc chắn của bất kỳ đứa trẻ nào mà cặp vợ chồng có thể có với nhau, vì theo luật pháp Đài Loan, con thuộc về người cha.

## Đạo luật chống kết hôn nhập cư
Ở Đài Loan, một luật mới cấm phụ nữ kết hôn với đàn ông Đài Loan lớn hơn mình 10 tuổi đã ảnh hưởng đến việc làm ăn của những người môi giới hôn nhân. Đầu tháng 4 năm 2007, cảnh sát thành phố Hồ Chí Minh đã triệt phá một nhóm xem mặt và bắt giữ 2 tên bị tình nghi là môi giới hôn nhân. Một cuộc triệt phá vào một căn nhà sau đó đã phát hiện 100 phụ nữ đang tìm chồng.